# 3 (album de Calogero)
Pour les articles homonymes, voir 3 (homonymie).
Albums de Calogero
Calogero
(2002) Live 1.0
(2005)
Singles
1. Yalla
Sortie : mars 2004
2. Face à la mer (feat. Passi)
Sortie : 15 juin 2004
3. Si seulement je pouvais lui manquer
Sortie : novembre 2004
4. Safe Sex
Sortie : 17 février 2005
5. Un jour parfait
Sortie : 2005

3 (ou calog3ro) est le troisième album de Calogero sorti en 2004. L'album s'est vendu à 1,4 million d'exemplaires et est certifié disque de diamant en France. Il a été le deuxième album le plus vendu en France en 2004.

## Historique
Une fois de plus, Calogero est impliqué dans la composition de l'album, avec son frère Gioacchino. Parmi les auteurs, on retrouve entre autres Lionel Florence pour Yalla, Qui parlait et Safe sex, Zazie pour Il bat et Les hommes endormis et Raphael pour Un jour parfait. On retrouve dans cet album un feat le rappeur Passi sur Face à la mer ou encore un dédicace à son père dans Si seulement je pouvais lui manquer. Dans La bienvenue, piste qui conclut l'album, Calogero évoque sa fille née peu de temps avant.
L'album sera un succès phénoménal en Europe. Il se classera au sommet des ventes en France, ainsi qu'en Belgique wallonne. Il sera certifié disque de diamant en France et disque de platine en Belgique et en Suisse.
Parmi les singles extraits, on retrouve Yalla, Face à la mer, Si seulement je pouvais lui manquer, Safe sex et Un jour parfait.

## Polémique concernantSi seulement je pouvais lui manquer
La chanson Si seulement je pouvais lui manquer a valu à son interprète une condamnation devant la cour d'appel de Paris pour plagiat. Calogero était poursuivi par le compositeur d'une chanson intitulée Les chansons d'artistes datant de 2001 et déposée à la SACEM. Le tribunal a estimé que le titre présentait de fortes similitudes avec cette dernière œuvre et a condamné Calogero à verser au plaignant 25 000 euros de dommages et intérêts.

## Liste des titres
| No  | Titre                               | Paroles                        | Musique               | Durée |
| --- | ----------------------------------- | ------------------------------ | --------------------- | ----- |
| 1.  | Yalla                               | Lionel Florence                | Calogero              | 4:48  |
| 2.  | Il bat                              | Zazie                          | Calogero, Gioacchino  | 4:20  |
| 3.  | Face à la mer (feat. Passi)         | Calogero, Passi, Alana Filippi | Calogero, Gioacchino  | 3:43  |
| 4.  | Si seulement je pouvais lui manquer | Michel Jourdan, Julie d'Aimé   | Calogero, Gioacchino  | 3:20  |
| 5.  | Qui parlait                         | Lionel Florence                | Calogero, Michel Aymé | 3:50  |
| 6.  | Fais comme tu veux                  | Patrice Guirao                 | Gioacchino            | 3:19  |
| 7.  | Je n'ai que nous à vivre            | Patrice Guirao                 | Calogero - Gioacchino | 4:47  |
| 8.  | Un jour parfait                     | Raphael                        | Calogero, Gioacchino  | 4:11  |
| 9.  | Les Hommes endormis                 | Zazie, Patrice Guirao          | Calogero, Gioacchino  | 3:54  |
| 10. | Safe sex                            | Lionel Florence                | Calogero - Gioacchino | 3:42  |
| 11. | Rare                                | Alana Filippi                  | Calogero - Gioacchino | 5:18  |
| 12. | La Bienvenue                        | Pierre Grillet                 | Calogero              | 2:56  |

## Classements
| Pays                   | Meilleure position | Entrée       | Sortie            |
| ---------------------- | ------------------ | ------------ | ----------------- |
| France                 | 1                  | 14 mars 2004 | 4 mars 2006       |
| Belgique (Francophone) | 1                  | 27 mars 2004 | 26 février 2005   |
| Suisse                 | 14                 | 28 mars 2004 | 18 septembre 2005 |

## Source
1. ↑  www.disqueenfrance.com
2. ↑  « Calogéro condamné pour plagiat - Le Parisien », 21 juillet 2015
3. ↑  AFP agence et Le Figaro, « Calogero : sa condamnation pour plagiat confirmée en appel », Le Figaro,‎ 22 juillet 2015 (lire en ligne, consulté le 30 août 2020).
4. ↑  « Calogero : sa condamnation pour plagiat confirmée en appel », 22 juillet 2015 (version du 24 juillet 2015 sur Internet Archive).
5. ↑  Lescharts.com
6. ↑  Ultratop
7. ↑  Hitparade.ch